# Воропановы
Воропановы (Ворыпановы, Воропоновы) — древний дворянский род.
Согласно Бархатной книге одного происхождения с Чемодановыми, от выходцев из Польши.
При подаче документов (1686), для внесения рода в Бархатную книгу, была предоставлена родословная роспись Воропановых. Родословная роспись Воропоновых и Чемодановых была подана за подписью Ивана Воропанова.
В XVII веке разделился на пять основных ветвей:
1. Родоначальник черниговец Иван Большой Матвеевич Воропанов, которому (1689) за участие в русско-польской войне, были пожалованы высочайшим указом вотчины в Рыльском и Путивльском уездах. В 1706 году он занял должность помощника воеводы в уездном городе Рыльске. Эта ветвь была внесена в VI и II части родословной книги Курской губернии (Гербовник, VI, 98)[4].
2. Родоначальник Леонтий Тихонович, владевший (1628—1635) поместьями в Галичском уезде. Его потомство внесено в VI часть родословной книги Костромской губернии[4].
3. Родоначальник Петр Большой Богданович, которому пожалованы поместья в Рыльском уезде (1677). Его потомки внесены во II часть родословной книги Саратовской губернии[4].
4. Родоначальник Матвей Алексеевич, владевший поместьями в Рыльском уезде (1676—1687). Его потомство внесено в VI часть родословной книги Курской губернии[4].
5. Родоначальник Михаил Воропанов, владевший поместьями в Белозерском уезде, в середине XVII века. Потомство его внесено в VI часть родословной книги Вологодской и Новгородской губерний[4].

Помимо перечисленных выше, существуют ещё три рода этой фамилии, принадлежащие к выслуженному дворянству и внесенные во II и III части родословной книги различных губерний Российской империи.

## История рода
В первой половине XVI столетия служили по Переяславлю и записаны в Дворовой тетради (за 1537). Ушак послан гонцом в Литву (1523), поручился по князьям Шуйским (1528). Иван-Крячко († 1562) приняв иночество с именем Иосиф и погребён в Троице-Сергиевом монастыре, владел вотчинами в Переяславском уезде, у него жена Пелагея.
Дорофей и Михаил Михайловичи вёрстаны новичными окладами по Рыльску, а Пётр Зиновьевич по Алексину (1628). Жилец (1671-1680) Иван Семёнович владел поместьями в Данковском, Рязанском и Белозерском уездах, его сын Иван Иванович Данковский и Ряжский помещик (1679-1683). Михаил Иванович (1680), Иван Семёнович (1690) и Фёдор Михайлович (1693) владели поместьями в Белозерском уезде.
Тринадцать представителей рода владели населёнными имениями (1699).

## Описание герба
В щите, разделённом посередине чёрной полосой, в верхней половине в голубом поле изображён вооруженный воин, едущий на белом коне в правую сторону. В нижней половине в золотом поле означены два меча и в середине их стрела, остриями соединённые над подковой, которая шипами обращена вверх.
Щит увенчан дворянскими шлемом и короной. Нашлемник: три страусовых пера. Намёт на щите голубой, подложенный золотом. Щитодержатели: два льва. Герб рода Воропановых внесён в Часть 6 Общего гербовника дворянских родов Всероссийской империи, стр. 98.

## Известные представители
- Воропанов Григорий Семёнович — смоленский дворянин, убит при осаде Смоленска (1634).
- Воропанов Гавриил Михайлович — московский дворянин (1677).
- Воропанов Иван Иванович — стольник (1686-1692)[5].